# Рок-Крік-Парк (Колорадо)
Рок-Крік-Парк (англ. Rock Creek Park) — переписна місцевість (CDP) в США, в окрузі Ель-Пасо штату Колорадо. Населення — 68 осіб (2020).

## Географія
Рок-Крік-Парк розташований за координатами 38°42′4″ пн. ш. 104°50′5″ зх. д. / 38.70111° пн. ш. 104.83472° зх. д. (38.701068, -104.834702).  За даними Бюро перепису населення США в 2010 році переписна місцевість мала площу 0,69 км², уся площа — суходіл.

## Демографія
Згідно з переписом 2010 року, у переписній місцевості мешкало 58 осіб у 26 домогосподарствах у складі 19 родин. Густота населення становила 84 особи/км².  Було 32 помешкання (47/км²).
Расовий склад населення:
| - 89,7 % — білих - 3,4 % — чорних або афроамериканців - 1,7 % — корінних американців - 3,4 % — осіб інших рас |

До двох чи більше рас належало 1,7 %. Частка іспаномовних становила 3,4 % від усіх жителів.
За віковим діапазоном населення розподілялося таким чином: 13,8 % — особи молодші 18 років, 51,7 % — особи у віці 18—64 років, 34,5 % — особи у віці 65 років та старші. Медіана віку мешканця становила 57,5 року. На 100 осіб жіночої статі у переписній місцевості припадало 81,2 чоловіків;  на 100 жінок у віці від 18 років та старших — 92,3 чоловіків також старших 18 років.
Цивільне працевлаштоване населення становило 5 осіб. Основні галузі зайнятості: виробництво — 100,0 %.